# 口北道
口北道（こうほく-どう）は中華民国北京政府により設置された直隷省の道。

## 沿革
1912年（民国元年）、清代の宣化府及び張家口、独石口、多倫諾爾の3庁地区に設置。観察使は宣化県に置かれ、下部に宣化、赤城、万全、竜関、懐来、懐安、陽原、蔚県、延慶、涿鹿、張北、独石、多倫の13県を管轄した。1914年（民国3年）5月に観察使は道尹と改められ、同年7月6日に張北、独石、多倫の3県が察哈爾特別区興和道に移管された。1928年（民国17年）に廃止されている。

## 行政区画
廃止直前下部の10県を管轄した。（50音順）
- 蔚県
- 延慶県
- 懐安県
- 懐来県
- 赤城県
- 宣化県
- 涿鹿県
- 万全県
- 陽原県
- 竜関県